# Szumsk (okręg wileński)
Szumsk, Szumsk Wileński (lit. Šumskas, do r. 1696 Laukininkai) – miasteczko na Litwie, na Wileńszczyźnie, w okręgu wileńskim, rejonie wileńskim, położone przy granicy z Białorusią.

## Historia
Prywatne miasto duchowne położone było w końcu XVIII wieku w powiecie wileńskim województwa wileńskiego.
Pod zaborami w II Rzeczypospolitej miasteczko będące siedzibą gminy Szumsk. W XIX i w początkach XX w. położony był w Rosji, w guberni wileńskiej, w powiecie wileńskim. Po I wojnie światowej pod administracją polską, w Zarządzie Cywilnym Ziem Wschodnich. W latach 1920–1922 w składzie Litwy Środkowej.
Od 11 kwietnia 1922 leżał w Polsce, w województwie wileńskim, w powiecie wileńsko-trockim, w gminie Szumsk.
Po II wojnie światowej w granicach Związku Sowieckiego. Po utracie Szumska przez Polskę, do 1 listopada 1946 z rejonu szumskiego w obecne granice Polski wysiedlono ok. 4 tys. Polaków, natomiast ponad 9,2 tys. zarejestrowanych do przesiedlenia Polaków pozostało w rejonie.
Od 1991 na niepodległej Litwie.

## Zabytki
- barokowy kościół pw. św. Michała Archanioła, wybudowany w latach 1769-1789 według projektu Tomasza Rusela
- klasycystyczny dwór Szumskich.

## Galeria

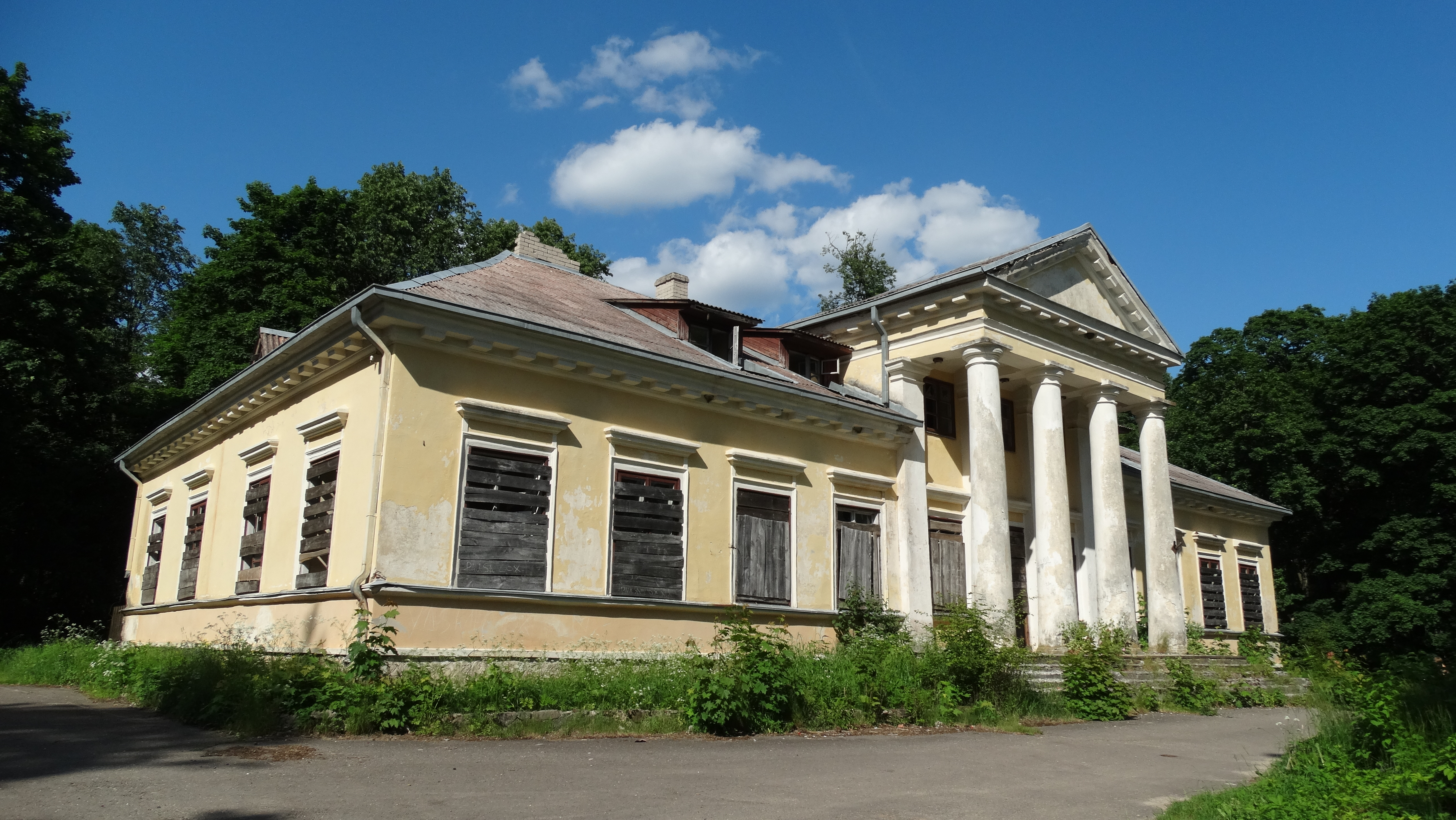
Dwór Szumskich
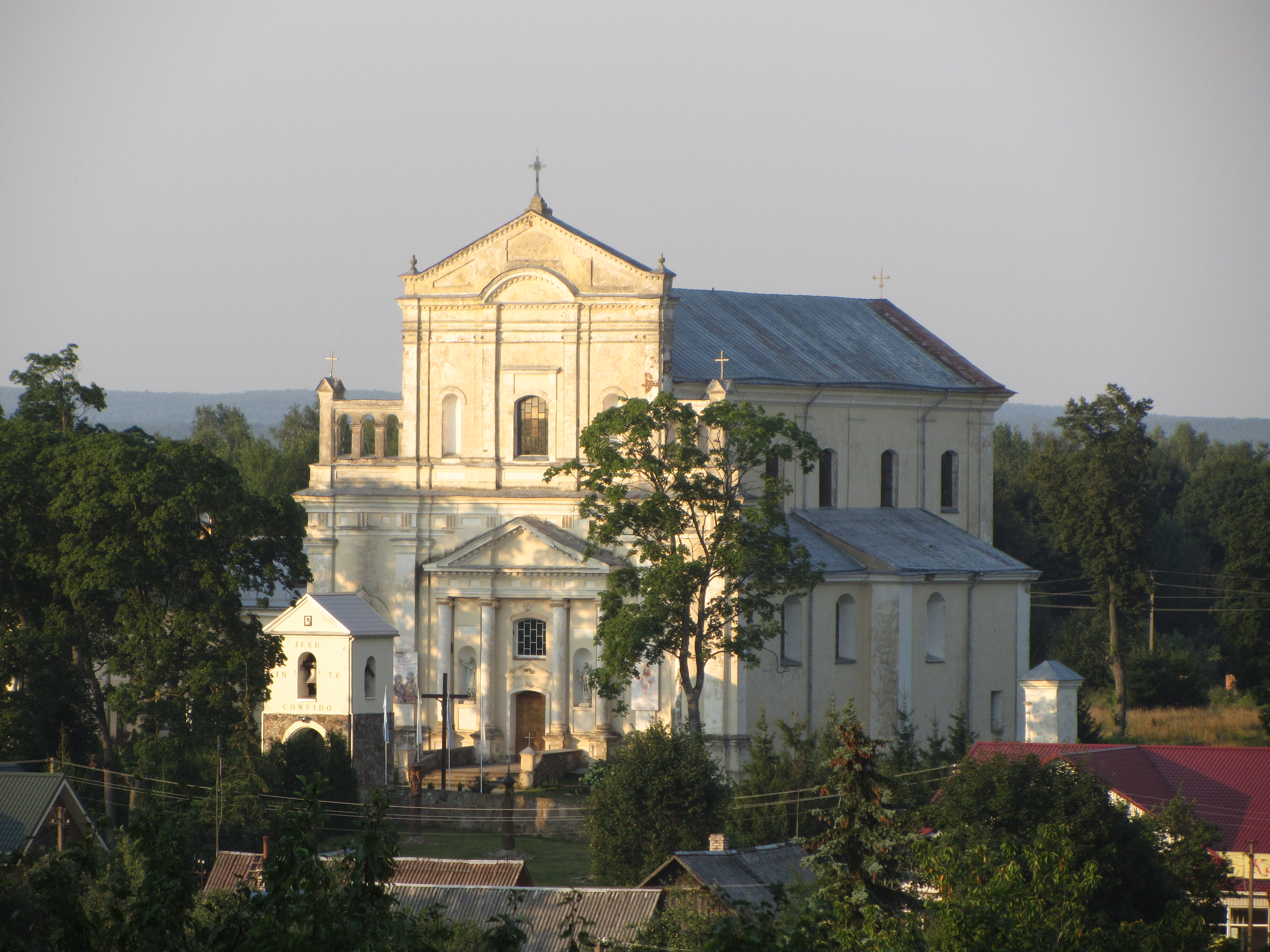
Kościół św. Michała Archanioła
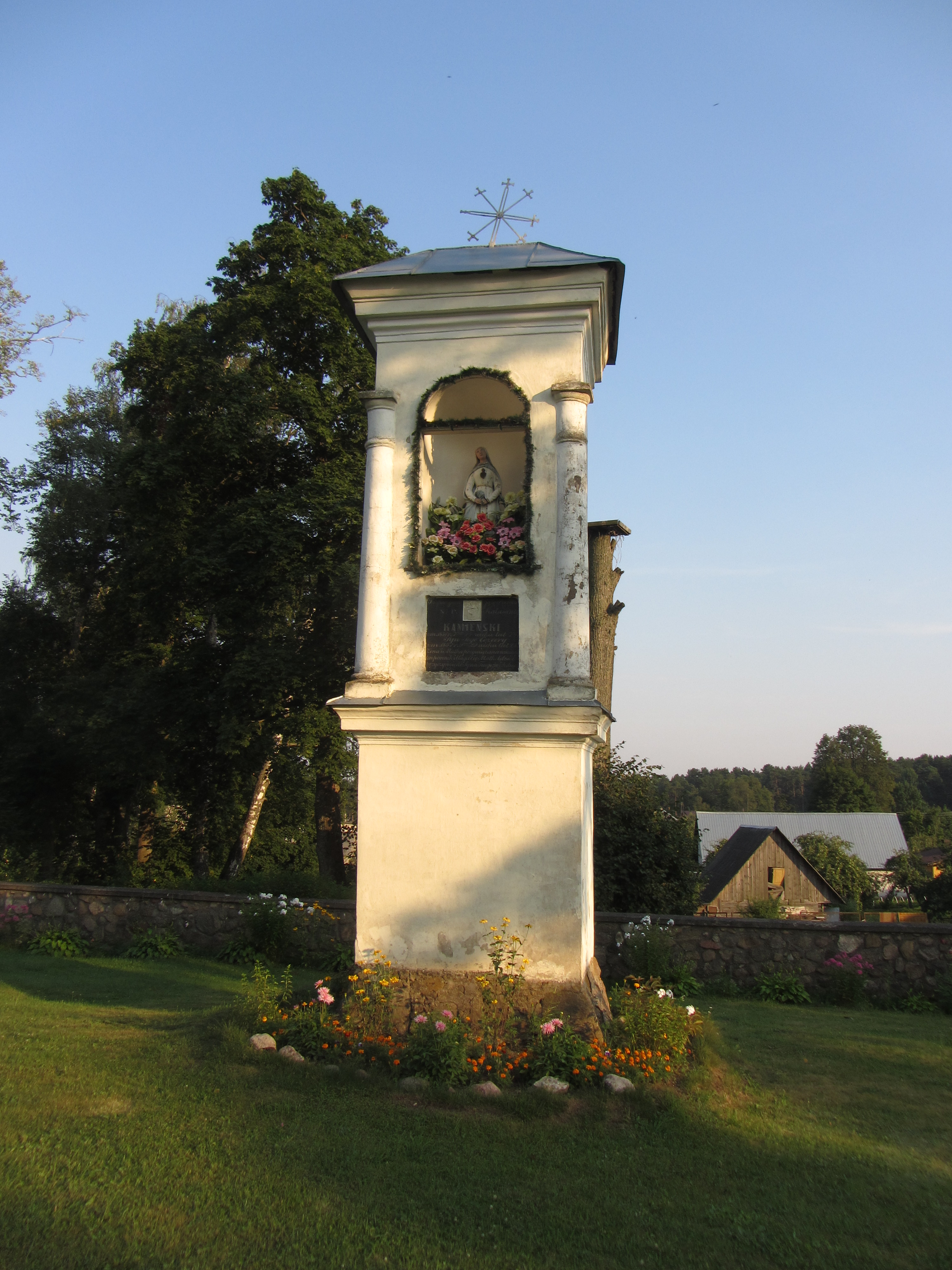
XIX-wieczny polski nagrobek przy kościele
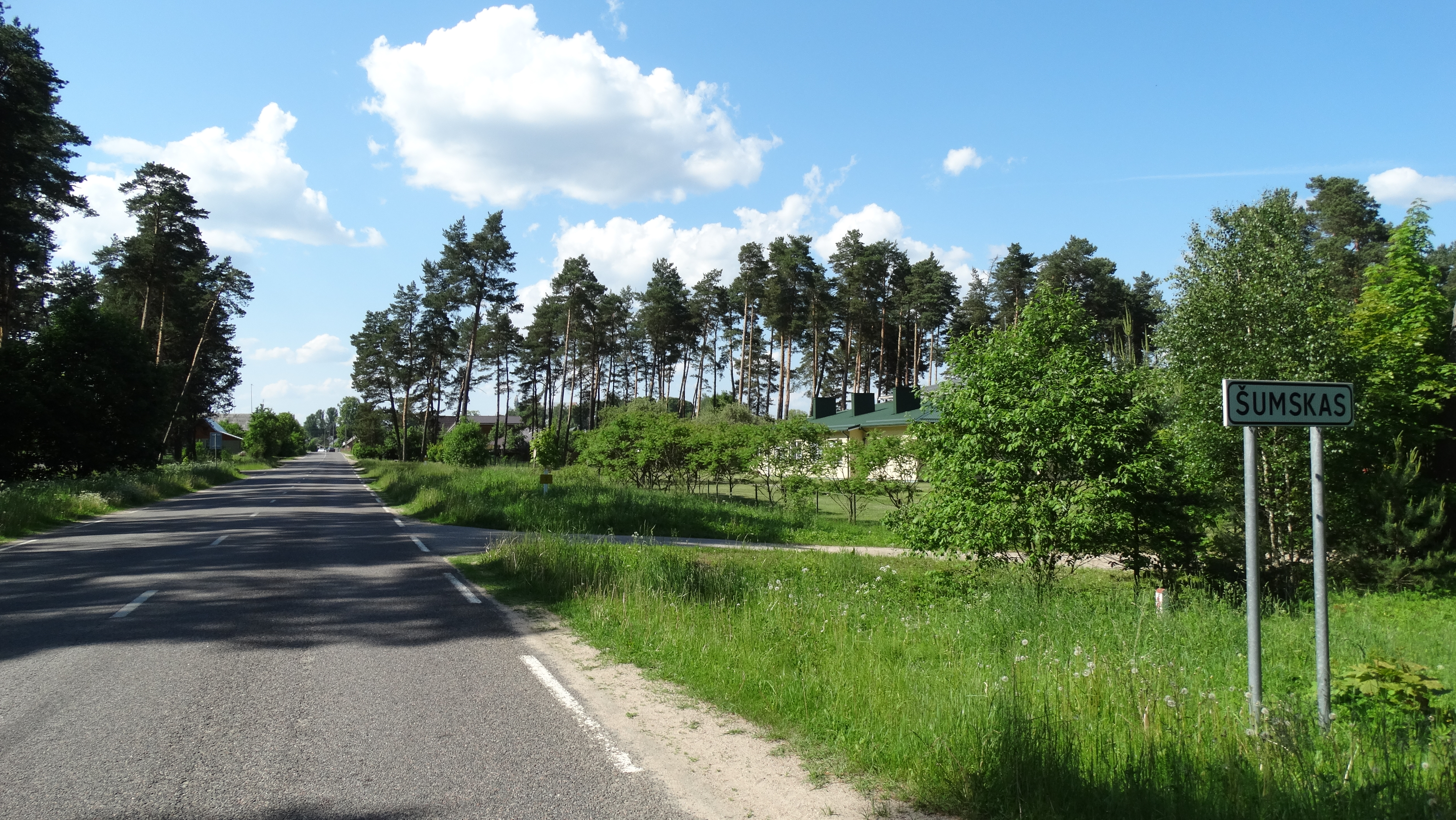
Wjazd do miasteczka